# Koasekuracja
Koasekuracja – umowa ubezpieczenia, na podstawie której co najmniej dwa zakłady ubezpieczeń, działając w porozumieniu, zobowiązują się do spełnienia określonego świadczenia w przypadku wystąpienia zdarzenia losowego przewidzianego w umowie.
Istotą koasekuracji jest to, że jeden ubezpieczający ubezpiecza dane dobro osobiste w co najmniej dwóch zakładach ubezpieczeń, na podstawie jednej umowy ubezpieczenia. Koasekuratorzy ponoszą natomiast ryzyko w określonych częściach (wyrażane w sposób ułamkowy bądź procentowy), przy czym sposób ich wzajemnych rozliczeń jest określony poprzez porozumienie koasekuracyjne.
Koasekuracja, ze względu na zróżnicowany rodzaj powiązań prawnych między ubezpieczającym się a koasekuratorami, występować może w dwóch formach:
- koasekuracji zewnętrznej – ubezpieczający zawiera umowę koasekuracji z każdym ubezpieczycielem z osobna, określając przy tym każdorazowo jaka część ryzyka zostaje objęta umową,
- koasekuracji wewnętrznej – ubezpieczający zawiera umowę tylko z jednym ubezpieczycielem, który z kolei reprezentuje interesy ubezpieczającego w stosunkach z innymi ubezpieczycielami na podstawie udzielonego mu pełnomocnictwa (umowa konsorcjalna).

Można wyróżnić dwa modele umów dotyczących likwidacji szkód w koasekuracji wewnętrznej:
- koasekuracja cicha – ubezpieczający nie zna proporcji podziału ryzyka pomiędzy koasekurantami,
- koasekuracja solidarna – wszyscy koasekuratorzy odpowiadają za likwidację szkody łącznie (solidarnie) do wysokości sumy gwarantowanej.